# Södra Sundtjärnen
Södra Sundtjärnen är en sjö i Munkfors kommun i Värmland och ingår i Göta älvs huvudavrinningsområde. Sjöns area är 0,008 kvadratkilometer och den befinner sig 198 meter över havet.